# Сьерра-Невада (национальный парк)
Национальный парк Сьерра-Невада (исп. Parque nacional y natural de Sierra Nevada) — национальный парк на юге Испании, расположенный в Андалусии в горном массиве Сьерра-Невада.

## История
Был создан в 1989 году как природный парк; объявлен национальным парком 11 января 1999 года.

## Описание
Находится на юге Испании в горном массиве Сьерра-Невада на территории провинций Гранада и Альмерия в Андалусии.
Площадь парка составляет 86208 га гористой местности.
Высочайшие вершины парка: Муласен (3482 м) и Велета (3392 м).